# Smash Hits
Smash Hits – kompilacja utworów Jimiego Hendrixa. Wydane zostały dwie wersje albumu: brytyjska (wydana w kwietniu 1968 roku) i amerykańska (lipiec 1969).

## Smash Hits(Wlk. Brytania)
Wersja brytyjska ukazała się cztery miesiące po wydaniu płyty Axis: Bold as Love; zespół pracował w tym czasie nad swoim trzecim albumem Electric Ladyland.
Autorem wszystkich utworów, chyba że zaznaczono inaczej jest Jimi Hendrix.
| Strona A | Strona A              | Strona A |
| Nr       | Tytuł utworu          | Długość  |
| -------- | --------------------- | -------- |
| 1.       | „Purple Haze”         | 2:52     |
| 2.       | „Fire”                | 2:45     |
| 3.       | „The Wind Cries Mary” | 3:20     |
| 4.       | „Can You See Me”      | 2:33     |
| 5.       | „51st Anniversary”    | 3:16     |
| 6.       | „Hey Joe” (Roberts)   | 3:30     |
|          |                       | 18:16    |

| Strona B | Strona B                                       | Strona B |
| Nr       | Tytuł utworu                                   | Długość  |
| -------- | ---------------------------------------------- | -------- |
| 1.       | „Stone Free”                                   | 3:36     |
| 2.       | „The Stars That Play with Laughing Sam's Dice” | 3:36     |
| 3.       | „Manic Depression”                             | 3:42     |
| 4.       | „Highway Chile”                                | 3:32     |
| 5.       | „Burning of the Midnight Lamp”                 | 3:39     |
| 6.       | „Foxy Lady”                                    | 3:18     |
|          |                                                | 21:23    |

- Utwory „Fire”, „Can You See Me”, „Manic Depression”, „Foxy Lady” pochodzą z płyty Are You Experienced, wydanej w Wielkiej Brytanii 12 maja 1967.
- Reszta utworów została wydana na singlach: „Hey Joe”/„Stone Free” wydany 2 grudnia 1966, „Purple Haze”/„51st Anniversary” wydany 17 marca 1967, „The Wind Cries Mary”/„Highway Chile” wydany 4 maja 1967, „Burning of the Midnight Lamp”/„The Stars That Play with Laughing Sam's Dice” wydany 19 sierpnia.

## Smash Hits(USA)
Wersja amerykańska ukazała się w lipcu 1969 roku, już po rozpadzie zespołu The Jimi Hendrix Experience.
Autorem wszystkich utworów, chyba że zaznaczono inaczej jest Jimi Hendrix.
| Strona A | Strona A                           | Strona A |
| Nr       | Tytuł utworu                       | Długość  |
| -------- | ---------------------------------- | -------- |
| 1.       | „Purple Haze”                      | 2:52     |
| 2.       | „Fire”                             | 2:45     |
| 3.       | „The Wind Cries Mary”              | 3:20     |
| 4.       | „Can You See Me”                   | 2:33     |
| 5.       | „Hey Joe” (Roberts)                | 3:30     |
| 6.       | „All Along the Watchtower” (Dylan) | 4:00     |
|          |                                    | 19:00    |

| Strona B | Strona B            | Strona B |
| Nr       | Tytuł utworu        | Długość  |
| -------- | ------------------- | -------- |
| 1.       | „Stone Free”        | 3:36     |
| 2.       | „Crosstown Traffic” | 2:19     |
| 3.       | „Manic Depression”  | 3:42     |
| 4.       | „Remember”          | 2:48     |
| 5.       | „Red House”         | 3:50     |
| 6.       | „Foxy Lady”         | 3:19     |
|          |                     | 19:34    |

- Utwory „Purple Haze”, „Fire”, „The Wind Cries Mary”, „Hey Joe”, „Stone Free”, „Manic Depression”, „Foxy Lady” pochodzą z albumu Are You Experienced, wydanego w USA 1 września 1967 roku.
- Utwory „Can You See Me”, „Remember”, „Red House"' zostały po raz pierwszy wydane w USA.
- Utwory „All Along the Watchtower”, „Crosstown Traffic” pochodzą z albumu Electric Ladyland, wydanego w USA w październiku 1968.

## Twórcy
1. Jimi Hendrix – śpiew, gitara
2. Mitch Mitchell – perkusja
3. Noel Redding – gitara basowa

## Źródła
- Smash Hits, wyd. CD, książeczka, MCA Records, Experience Hendrix, 2002 (ang.). Brak numerów stron w książce